# Saison 1991-1992 du FC Barcelone
Maillots
Chronologie
Saison précédente Saison suivante
La saison 1991-1992 du FC Barcelone est la 93e depuis la fondation du club. Le Barça remporte sa première Ligue des champions ainsi que le championnat d'Espagne. C'est la quatrième saison de l'entraîneur Johan Cruijff à la tête de l'équipe.

## Faits marquants

### Juillet
- 1er juillet : Le FC Barcelone annonce que les joueurs Miguel Angel Nadal et Juan Carlos seront présentés les 3 et 4 juillet respectivement.
- 3 juillet : Le président Josep Lluís Núñez souhaite que les clubs puissent recruter un quatrième joueur étranger. Au cas où sa demande serait acceptée, Barcelone recruterait le Néerlandais Richard Witschge.
- 4 juillet : La Liga de Fútbol Profesional (LFP) accepte de porter à quatre le nombre d'étrangers par club. Le président de l'Atlético de Madrid, Jesús Gil, et le vice-président du Barça Joan Gaspart négocient le transfert de Miquel Soler vers l'Atlético.
- 8 juillet : Miquel Soler est prêté à l'Atlético de Madrid.
- 9 juillet : L'entraîneur Johan Cruyff concrète l'effectif de 18 joueurs professionnels et de 4 joueurs de l'équipe réserve après avoir communiqué à López Rekarte et à Urbano qu'il ne comptait pas sur eux.
- 10 juillet : Les firmes Arthur Andersen et Gassó Cía transmettent au Barça l'analyse comptable au 30 juin 1991 qui donne un bénéfice de 305 millions de pesetas.
- 11 juillet : Tirage au sort du premier tour de la Ligue des champions. Le champion d'Allemagne de l'Est, le Hansa Rostock, est le premier adversaire du Barça. Le match aller est prévu le 18 septembre au Camp Nou et le retour à Rostock le 2 octobre.
- 12 juillet : Tirage au sort du calendrier du championnat d'Espagne. Le Barça débute au Camp Nou face à la Real Sociedad.
- 13 juillet : Josep Lluís Núñez se montre satisfait sur la décision de la LFP à propos du quatrième joueur étranger. Cette mesure permettra aux clubs espagnols d'être plus compétitifs au niveau européen selon le président Núñez.
- 15 juillet : Le FC Barcelone a une dette de 689 millions de pesetas. Cette dette était de 920 millions l'année précédente.
- 17 juillet : Un budget de 6 388 millions de pesetas est approuvé pour la saison à venir lors de l'assemblée des socios.
- 21 juillet : Le Barça arrive à un accord avec l'Ajax d'Amsterdam pour le transfert de Richard Witschge.
- 23 juillet : Le Barça recrute le jeune Iván de la Peña, âgé de 15 ans. Le club incorpore l'ancien joueur Esteban au staff d'entraîneurs des jeunes.
- 24 juillet : Richard Witschge signe un contrat de sept ans avec le Barça.
- 26 juillet : Le comité d'appel de l'UEFA confirme la suspension de cinq matchs de Guillermo Amor. Amor avait été expulsé en demi-finale de la Coupe des vainqueurs de coupe face à la Juventus.
- 29 juillet : Le FC Barcelone présente son effectif devant 30 000 spectateurs au Camp Nou.
- 30 juillet : L'expédition du Barça arrive à Odoorn aux Pays-Bas pour y effectuer le stage de pré-saison qui dure douze jours au cours desquels l'équipe joue cinq matchs amicaux.
- 31 juillet : Le Barça bat 3 à 0 le club amateur de Haaksbergen (buts de Laudrup, Salinas et Carreras) devant 4 000 spectateurs.

### Août
- 2 août : Deuxième match amical aux Pays-Bas face au club amateur de SV Zutphen (victoire 15 à 0, buts de Begiristain (4), Nadal (3), Guardiola (2), Stoichkov (2), Goikoetxea, Witschge, Koeman et Bakero. Après 21 minutes de jeu alors que le score est encore de 0 à 0, Johan Cruijff mécontent par la prestation de l'équipe décide de remplacer les dix joueurs de champ.
- 4 août : Le Barça bat 14 à 0 un autre club amateur, le SV Raalte.
- 5 août : Michael Laudrup reconnaît l'intérêt que lui porte le Paris Saint-Germain mais il déclare vouloir respecter l'année de contrat qui lui reste avec le Barça avant de retourner au Danemark.
- 6 août : Johan Cruyff se félicite de la promotion du FC Barcelone B en deuxième division.
- 7 août : Lors du quatrième match amical aux Pays-Bas, le Barça fait match nul 2 à 2 face au FC Groningen, dans ce qui est considéré comme le premier match amical sérieux. Les buts barcelonais sont inscrits par Bakero et Laudrup.
- 9 août : L'expédition du FC Barcelone arrive à Bruges après un long voyage en autobus.
- 10 août : Cinquième match de pré-saison face au Cercle de Bruges. Le match s'achève sur le score de 1 à 1 (but de Stoichkov pour le Barça).
- 11 août : Le Barça arrive au terme de son stage et retourne à Barcelone.
- 14 août : Lors du Trofeo Palma de Mallorca, le Barça est battu Barça par le RCD Majorque 3 à 1 (but de Stoichkov).
- 15 août : Malgré la défaite face à Majorque, Johan Cruijff se dit satisfait du rendement de l'équipe et explique le mauvais résultat par la fatigue accumulée lors du stage aux Pays-Bas.
- 16 août : Le Barça remporte le Trophée Ciudad de La Linea face au Budapest Honvéd sur le score de 1 à 0 (but d'Albert Ferrer).
- 20 août : XXVIe édition du Trophée Joan Gamper. Le FC Barcelone bat en demi-finale le Rapid de Vienne sur le score de 4 à 1 (buts de Koeman sur penalty, Cristóbal, Laudrup et Beguiristain). Dans l'autre demi-finale, l'Olympique de Marseille bat l'Internacional Porto Alegre 2 à 1.
- 21 août : Lors de la finale du Trophée Gamper, Barcelone bat 3 à 0 l'Olympique de Marseille (buts de Begiristain (2) et Stoichkov). Albert Ferrer est désigné meilleur joueur du tournoi.
- 24 août : Le Barça perd 1 à 0 en match amical contre le Racing de Santander.

### Mai
- 20 mai :  Le FC Barcelone remporte sa première Ligue des champions au stade de Wembley face à la Sampdoria sur le score de 1 à 0. Le but victorieux est inscrit par Ronald Koeman d'un coup franc direct au cours des prolongations (111e minute).

## Effectif
Président
- José Luis Núñez

Entraîneur
- Johan Cruijff

## Statistiques des joueurs
| Joueur                | Primera División | Primera División | Copa del Rey | Copa del Rey | Supercoupe d'Espagne | Supercoupe d'Espagne | Ligue des champions | Ligue des champions | Total  | Total |
| Joueur                | Matchs           | Buts             | Matchs       | Buts         | Matchs               | Buts                 | Matchs              | Buts                | Matchs | Buts  |
| --------------------- | ---------------- | ---------------- | ------------ | ------------ | -------------------- | -------------------- | ------------------- | ------------------- | ------ | ----- |
| José Ramón Alexanko   | 7                | 1                | 0            | 0            | 0                    | 0                    | 3                   | 0                   | 10     | 1     |
| Guillermo Amor        | 36               | 6                | 2            | 0            | 2                    | 1                    | 3                   | 1                   | 43     | 8     |
| Jesús Angoy           | 0                | 0                | 0            | 0            | 0                    | 0                    | 0                   | 0                   | 0      | 0     |
| José Mari Bakero      | 33               | 11               | 1            | 0            | 1                    | 1                    | 9                   | 3                   | 44     | 15    |
| Txiki Begiristain     | 34               | 7                | 2            | 0            | 2                    | 0                    | 8                   | 2                   | 38     | 7     |
| Carles Busquets       | 0                | 0                | 2            | 0            | 0                    | 0                    | 1                   | 0                   | 3      | 0     |
| Cristóbal             | 11               | 0                | 0            | 0            | 2                    | 0                    | 2                   | 0                   | 15     | 0     |
| Eusebio               | 30               | 4                | 1            | 0            | 2                    | 0                    | 10                  | 0                   | 43     | 4     |
| Albert Ferrer         | 12               | 1                | 0            | 0            | 1                    | 0                    | 4                   | 0                   | 17     | 1     |
| Ion Andoni Goikoetxea | 32               | 0                | 2            | 0            | 0                    | 0                    | 6                   | 0                   | 40     | 0     |
| Josep Guardiola       | 26               | 0                | 2            | 0            | 2                    | 0                    | 11                  | 0                   | 41     | 0     |
| Ronald Koeman         | 35               | 16               | 2            | 0            | 1                    | 0                    | 11                  | 1                   | 49     | 17    |
| Michael Laudrup       | 36               | 14               | 2            | 2            | 1                    | 0                    | 11                  | 3                   | 50     | 19    |
| Pablo Maqueda         | 0                | 0                | 0            | 0            | 0                    | 0                    | 0                   | 0                   | 0      | 0     |
| Miguel Ángel Nadal    | 25               | 3                | 2            | 1            | 1                    | 0                    | 8                   | 0                   | 36     | 4     |
| Nando                 | 29               | 0                | 1            | 0            | 2                    | 0                    | 8                   | 0                   | 40     | 0     |
| Antonio Pinilla       | 0                | 0                | 0            | 0            | 1                    | 0                    | 0                   | 0                   | 1      | 0     |
| Juan Carlos Rodríguez | 22               | 0                | 2            | 0            | 1                    | 0                    | 5                   | 0                   | 30     | 0     |
| Julio Salinas         | 17               | 7                | 2            | 0            | 2                    | 0                    | 7                   | 2                   | 29     | 9     |
| Ricardo Serna         | 15               | 0                | 1            | 0            | 1                    | 0                    | 6                   | 0                   | 23     | 0     |
| Hristo Stoitchkov     | 32               | 17               | 1            | 1            | 1                    | 0                    | 9                   | 4                   | 43     | 22    |
| Richard Witschge      | 23               | 0                | 1            | 0            | 1                    | 0                    | 9                   | 0                   | 34     | 0     |
| Andoni Zubizarreta    | 38               | 0                | 0            | 0            | 2                    | 0                    | 11                  | 0                   | 51     | 0     |

## Classement du championnat
Barcelone est champion pour la deuxième fois consécutive.
| Rang | Équipe                 | Pts | J  | G  | N  | P  | Bp | Bc | Diff |
| ---- | ---------------------- | --- | -- | -- | -- | -- | -- | -- | ---- |
| 1    | FC Barcelone           | 55  | 38 | 23 | 9  | 6  | 87 | 37 | +50  |
| 2    | Real Madrid            | 54  | 38 | 23 | 8  | 7  | 78 | 32 | +46  |
| 3    | Atlético Madrid        | 53  | 38 | 24 | 5  | 9  | 67 | 35 | +32  |
| 4    | Valence CF             | 47  | 38 | 20 | 7  | 11 | 63 | 42 | +21  |
| 5    | Real Sociedad          | 44  | 38 | 16 | 12 | 10 | 44 | 38 | +6   |
| 6    | Real Saragosse         | 41  | 38 | 17 | 7  | 14 | 40 | 41 | -1   |
| 7    | Albacete Balompié      | 40  | 38 | 16 | 8  | 14 | 45 | 47 | -2   |
| 8    | Real Sporting de Gijón | 38  | 38 | 15 | 8  | 15 | 37 | 43 | -6   |
| 9    | Burgos CF              | 37  | 38 | 12 | 13 | 13 | 40 | 43 | -3   |
| 10   | CD Logroñés            | 36  | 38 | 13 | 10 | 15 | 36 | 51 | -15  |
| 11   | Real Oviedo            | 36  | 38 | 14 | 8  | 16 | 41 | 46 | -5   |
| 12   | Séville FC             | 34  | 38 | 13 | 8  | 17 | 48 | 45 | +3   |
| 13   | CD Tenerife            | 34  | 38 | 12 | 10 | 16 | 46 | 50 | -4   |
| 14   | Athletic Bilbao        | 33  | 38 | 13 | 7  | 18 | 38 | 58 | -20  |
| 15   | Osasuna Pampelune      | 33  | 38 | 10 | 13 | 15 | 30 | 40 | -10  |
| 16   | Espanyol Barcelone     | 32  | 38 | 12 | 8  | 18 | 43 | 60 | -17  |
| 17   | Deportivo La Corogne   | 31  | 38 | 8  | 15 | 15 | 37 | 48 | -11  |
| 18   | Cadix CF               | 28  | 38 | 7  | 14 | 17 | 32 | 55 | -23  |
| 19   | Real Valladolid        | 27  | 38 | 7  | 13 | 18 | 31 | 53 | -22  |
| 20   | Real Majorque          | 27  | 38 | 10 | 7  | 21 | 30 | 49 | -19  |

|  | Champion   |
|  | Relégation |

| Championnat d'Espagne Champion 1991-1992 |
| ---------------------------------------- |
| FC Barcelone 12e Titre                   |

## Distinctions individuelles
Michael Laudrup reçoit le Prix Don Balón de meilleur joueur étranger du championnat et Johan Cruijff celui de meilleur entraîneur.